# Плотников, Дмитрий Владимирович (легкоатлет)
Дми́трий Влади́мирович Пло́тников (род. 30 января 1987) — российский легкоатлет, специалист по прыжкам в длину. Выступал на профессиональном уровне в 2005—2016 годах, чемпион России, многократный победитель и призёр первенств всероссийского значения, участник чемпионата Европы в Барселоне и Кубка Европы в Анси. Представлял Краснодарский край. Мастер спорта России международного класса.

## Биография
Дмитрий Плотников родился 30 января 1987 года.
Занимался лёгкой атлетикой в Краснодаре в Региональном центре спортивной подготовки, был подопечным тренеров А. В. Лыткина и В. А. Кудрявцевой.
Впервые заявил о себе в прыжках в длину в сезоне 2005 года, когда стал четвёртым на юниорском всероссийском первенстве в Туле.
В 2006 году занял пятое место на всероссийских соревнованиях в Сочи, вновь был четвёртым на чемпионате России среди юниоров в Туле.
В 2007 году показал 11-й результат на молодёжном чемпионате России в помещении в Волгограде, стал четвёртым на всероссийских соревнованиях в Сочи, седьмым на Мемориале братьев Знаменских в Жуковском, выиграл бронзовую медаль на молодёжном чемпионате России в Туле.
В 2008 году завоевал бронзовые награды на Кубке губернатора в Волгограде и на зимнем чемпионате России в Москве, одержал победу на Кубке Кавказа в Сочи. Попав в состав российской национальной сборной, выступил на Кубке Европы в Анси, где занял итоговое седьмое место. Позднее в этом сезоне взял бронзу на Кубке России в Туле, показал пятый результат на летнем чемпионате России в Казани.
На чемпионате России 2009 года в Чебоксарах закрыл десятку сильнейших.
В 2010 году превзошёл всех соперников на Кубке России в Ерино и на чемпионате России в Саранске. Благодаря этим победам удостоился права защищать честь страны на чемпионате Европы в Барселоне — на предварительном квалификационном этапе прыгнул на 7,92 метра, чего оказалось недостаточно для выхода в финал.
В 2011 году выиграл бронзовую медаль на чемпионате России в Чебоксарах, серебряную медаль на Мемориале Куца в Москве.
В 2012 году занял седьмое место на зимнем чемпионате России в Москве и девятое место на летнем чемпионате России в Чебоксарах.
В 2015 году показал 12-й результат на зимнем чемпионате России в Москве и седьмой результат на летнем чемпионате России в Чебоксарах.
Завершил спортивную карьеру по окончании сезона 2016 года.
За выдающиеся спортивные достижения удостоен почётного звания «Мастер спорта России международного класса».